# Akumulator litowo-polimerowy

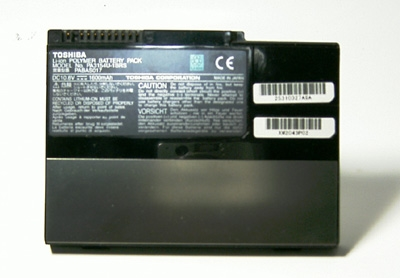
Polimerowy akumulator litowo-jonowy firmy Toshiba

Akumulator litowo-polimerowy (LiPo lub Li-Poly) – rodzaj akumulatora litowo-jonowego, do budowy którego wykorzystywane są stopy metalicznego litu oraz polimery przewodzące. W działaniu jest podobny do akumulatora litowo-jonowego. Ze względu na obecność polimerów nowa technologia umożliwia konstruowanie giętkich, bardzo cienkich i elastycznych ogniw (nawet o milimetrowej grubości). Ogniwa te są jednak nieodporne nawet na niewielkie przeładowanie i łatwo je uszkodzić, dlatego układy elektroniczne kontrolujące proces ładowania są bardzo złożone.
Akumulatory litowo-polimerowe o pojemności do 5000 mAh są stosowane w małych urządzeniach: telefonach komórkowych, aparatach cyfrowych, palmtopach, odtwarzaczach multimedialnych, waporyzatorach (typu BOX) i innych tego typu urządzeniach. Ogniwa te zdobyły też ogromną popularność w zdalnie sterowanych modelach latających oraz jeżdżących z napędem elektrycznym (istnieją firmy produkujące je na potrzeby rynku modelarskiego).
Trwają zakrojone na szeroką skalę prace prowadzone wspólnie przez branżę samochodową i elektrochemiczną w celu opracowania akumulatora litowo-polimerowego, pomyślanego jako źródło napędu samochodów elektrycznych i samochodów z napędem hybrydowym.